# Abbaye d'Eynsham
L'abbaye d'Eynsham était, entre 1005 et 1538, une abbaye bénédictine située à Eynsham, dans l'Oxfordshire (Angleterre).

## Histoire
Le roi Æthelred le Malavisé autorisa Æthelmær Cild à fonder cette abbaye en 1005. Après la Conquête normande, l'abbaye put rouvrir en 1086. Elle prospéra jusqu'à la dissolution des monastères en 1538. Anthony Kitchin en fut le dernier abbé. On démolit une partie des bâtiments afin d'empêcher le retour des moines. Le comte de Derby racheta les vestiges, dont les pierres servirent à bâtir des maisons dans le village. 

### Source
- (en) Cet article est partiellement ou en totalité issu de l’article de Wikipédia en anglais intitulé « Eynsham Abbey » (voir la liste des auteurs).